# Leer (Ostfriesland)
Leer (Ostfriesland) (wym. MAF: [leːɐ̯], posłuchajⓘ) – miasto powiatowe w północno-zachodniej części Niemiec, leżące we Wschodniej Fryzji często nazywane „Brama Fryzji Wschodniej”, w kraju związkowym Dolna Saksonia, siedziba powiatu Leer.

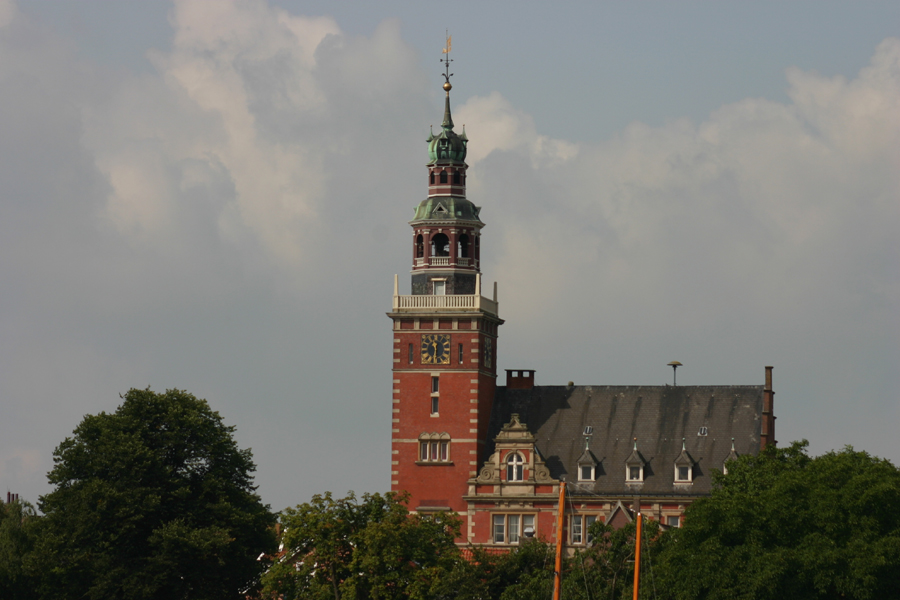
Ratusz w Leer

## Geografia
Miasto leży blisko granicy z Holandią. Od zachodu Leer jest ograniczone rzeką Ems, a od południa – Ledą. Miasto ma bogato rozwiniętą komunikację wodną (port morski i śródlądowy) i drogową. Posiada też własny port lotniczy w Papenburgu. Rozwinięty jest tu przemysł stoczniowy, rybołówstwo, handel, rzemiosło i turystyka.

## Zabytki
Najsłynniejszą budowlą miasta jest ratusz z roku 1894 zbudowany w stylu niemiecko-niderlandzkiego neorenesansu.
Na uwagę zasługuje znajdujący się w pobliżu Leer zespół wiatraków Mitling-Mark wraz z muzeum Omas Küche (Babcina kuchnia).
W pobliżu tama na Ledzie.

## Transport
W mieście znajduje się stacja kolejowa Leer.

## Współpraca
- Elbląg, Polska od 23 czerwca 2001 r.
- Trowbridge, Anglia